# Memory Stick

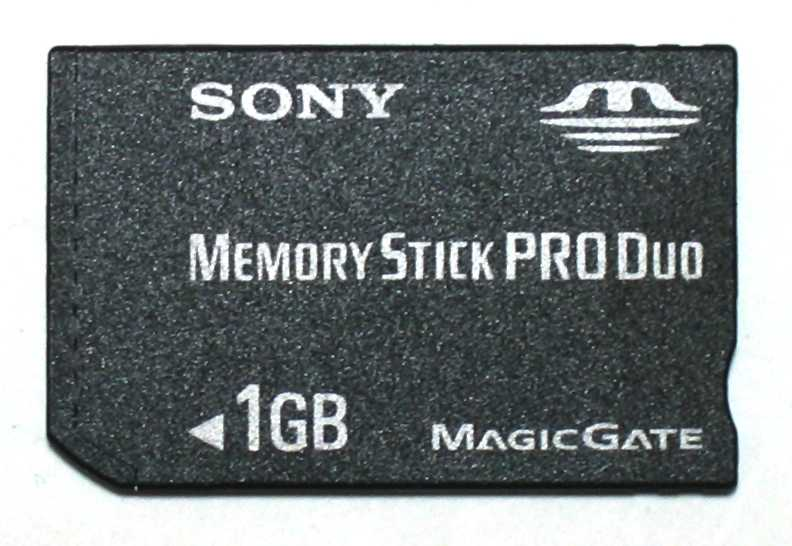
Memory Stick PRO Duo da 1GB

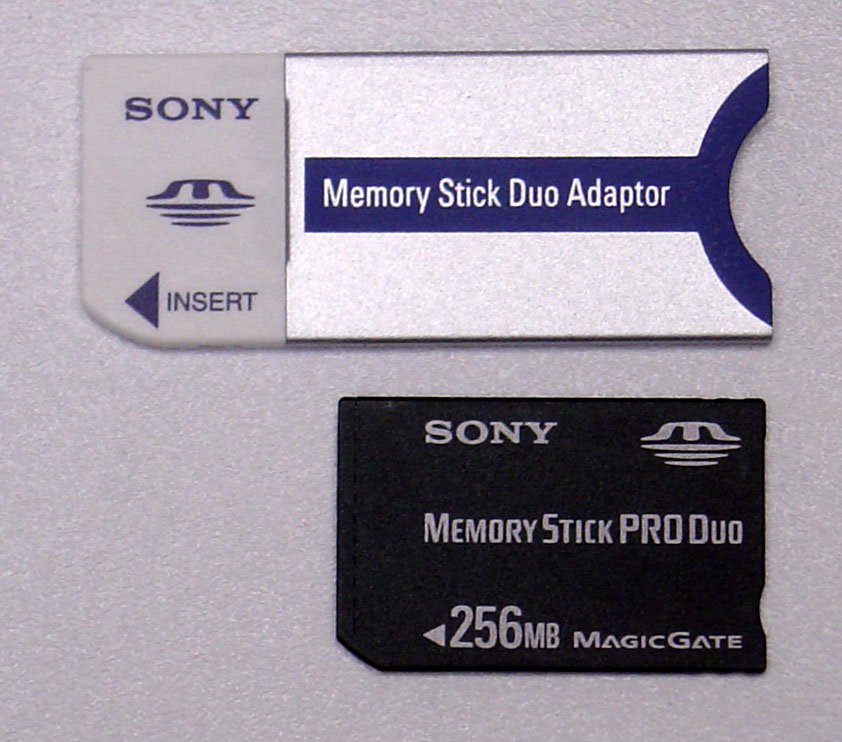
Adattatore Memory Stick PRO Duo e Memory Stick PRO Duo da 256MB

Il Memory Stick fu uno standard di scheda di memoria creato dalla Sony, introdotto nel 1999 e presto giunto a coprire circa un quarto del mercato delle memory card. In realtà, il termine Memory Stick include una molteplicità di dispositivi diversi evolutisi nel tempo. La prima Memory Stick aveva dimensioni limitate a 128 MB ed esiste in versione "regular" e "OpenMG" (Magic Gate), di cui solo l'ultima in grado di gestire file audio. Nei telefoni cellulari è stata usata una versione di dimensioni più ridotte (è poco più piccola di una Secure Digital), la Memory Stick Duo e, successivamente (dal 2007), la micro M2 ancora più piccola.
Esisteva poi la Memory Stick PRO, sviluppata in collaborazione da Sony e Sandisk, caratterizzata da capacità (fino a 16 GB) e velocità più elevate. Abbinata a dispositivi adeguati, questo tipo di Memory Stick rendeva possibile registrare audio e video in tempo reale ad alta risoluzione ed Memory Stick HG-Micro con velocità di 60MB/s.
Nel giugno del 2009 la Sony Ericsson ha annunciato l'intenzione di non produrre più dispositivi aderenti allo standard Memory Stick.
Attualmente (2012) tutti i prodotti Sony con memoria digitale (fotocamere, videocamere) hanno uno slot ibrido, cioè sono in grado di accettare sia schede Memory Stick sia schede SD e i cellulari (è stato acquisito ad inizio anno il marchio Sony Ericsson) montano soltanto schede MicroSD (ad eccezione della Playstation Vita che monta un formato di memoria proprietario). Il formato Memory Stick con le sue varianti PRO, Duo e M2 è definitivamente tramontato, e si trovano nei negozi pochissimi esemplari di questo tipo di memorie.

## Caratteristiche
Dimensioni:
- Memory Stick (standard e PRO): 50 × 20 × 2,5 mm;
- Memory Stick Duo: 30 × 20 × 1,5 mm.

Capacità massima:
- standard, Duo: 128 MB;
- PRO Duo: 256 MB;
- PRO Duo: 512 MB;
- PRO Duo (Mark2): 1 GB;
- PRO Duo (Mark2): 2 GB;
- PRO Duo (Mark2): 4 GB;
- PRO Duo (Mark2): 8 GB;
- PRO Duo (Mark2): 16 GB;
- PRO Duo (Mark2): 32 GB.
- PRO Duo (Mark3): 64 GB.

Da SanDisk nel gennaio 2007 vengono presentate le nuove memorie Memory Stick M2 in tagli da 512 MB, 1 GB, 2 GB e 4 GB. Le M2 sono disponibili fino alla "taglia" 16GB.
Nel febbraio 2007 Sony mette in vendita dal suo sito le Memory Stick PRO Duo da 8 GB.
Da marzo 2008 è disponibile la versione da 16 GB della nuova Memory Stick PRO Duo (Mark2).
Da maggio 2011 è disponibile la versione da 64 GB della nuova Memory Stick PRO Duo  (Mark3).